# Ruben Vargas
Ruben Estephan Vargas Martinez, född 5 augusti 1998, är en schweizisk fotbollsspelare som spelar för FC Augsburg.

## Karriär

### Tidig karriär
Vargas spelade som ung för FC Adligenswil, SC Kriens och FC Luzern.

### FC Luzern
I maj 2017 skrev Vargas på sitt första professionella kontrakt med FC Luzern, ett kontrakt fram till 2020. Vargas debuterade i Schweiziska superligan den 27 augusti 2017 i en 1–1-match mot FC Zürich, där han blev inbytt i den 75:e minuten mot Francisco Rodríguez. I mars 2018 förlängde Vargas sitt kontrakt fram till slutet av juni 2021. Den 2 april 2018 gjorde han sitt första mål i en 3–1-vinst över St. Gallen. Totalt spelade Vargas 19 ligamatcher och gjorde ett mål under säsongen 2017/2018.
I januari 2019 förlängde han sitt kontrakt i FC Luzern fram till slutet av juni 2022. Vargas gjorde åtta mål på 31 ligamatcher under säsongen 2018/2019.

### FC Augsburg
I juni 2019 värvades Vargas av FC Augsburg, där han skrev på ett femårskontrakt. Den 17 augusti 2019 debuterade Vargas i Bundesliga i en 1–5-förlust mot Borussia Dortmund. En vecka senare gjorde han sitt första Bundesliga-mål i en 1–1-match mot Union Berlin. Den 1 september 2019 gjorde Vargas två mål i en 2–3-förlust mot Werder Bremen.

## Landslagskarriär
Vargas spelade två matcher för Schweiz U20-landslag under 2018. Han debuterade för U21-landslaget den 16 oktober 2018 i en 1–3-förlust mot Wales, där han blev inbytt i den 59:e minuten mot João Oliveira.
Den 8 september 2019 debuterade Vargas för Schweiz A-landslag i en 4–0-vinst över Gibraltar, där han blev inbytt i den 74:e minuten mot Granit Xhaka.